# Ébaty
Ébaty ist eine französische Gemeinde mit 255 Einwohnern (Stand: 1. Januar 2022) im Département Côte-d’Or in der Region Bourgogne-Franche-Comté (vor 2016 Burgund). Sie gehört zum Arrondissement Beaune und zum Gemeindeverband Agglomération Beaune Côte et Sud. Die Bewohner werden Ébatelois genannt.

## Geografie
Ébaty liegt im Süden des Départements Côte-d’Or an der Grenze zum Département Saône-et-Loire, zwölf Kilometer südlich von Beaune und etwa 18 Kilometer nördlich von Chalon-sur-Saône. Das 2,13 km² umfassende Gemeindegebiet ist bis auf kleinere Auwaldreste waldfrei und weist kaum Höhenunterschiede auf. Der Fluss Dheune bildet die südliche Gemeindegrenze. In Ébaty wird kein Wein angebaut, das Weinbaugebietes Burgund beginnt an der westlichen Gemeindegrenze. Umgeben wird Ébaty von den Nachbargemeinden Puligny-Montrachet im Norden, Corcelles-les-Arts im Osten, Chaudenay im Süden sowie Corpeau im Westen.

## Bevölkerungsentwicklung
| Jahr                       | 1962 | 1968 | 1975 | 1982 | 1990 | 1999 | 2010 | 2018 |
| Einwohner                  | 96   | 92   | 106  | 143  | 169  | 185  | 223  | 256  |
| Quellen: Cassini und INSEE |      |      |      |      |      |      |      |      |

Im Jahr 1793 wurde mit 65 Bewohnern die bisher niedrigste Einwohnerzahl ermittelt. Die Zahlen basieren auf den Daten von cassini.ehess und INSEE.

## Sehenswürdigkeiten
- Himmelfahrts-Kirche (Église de l’Assomption)

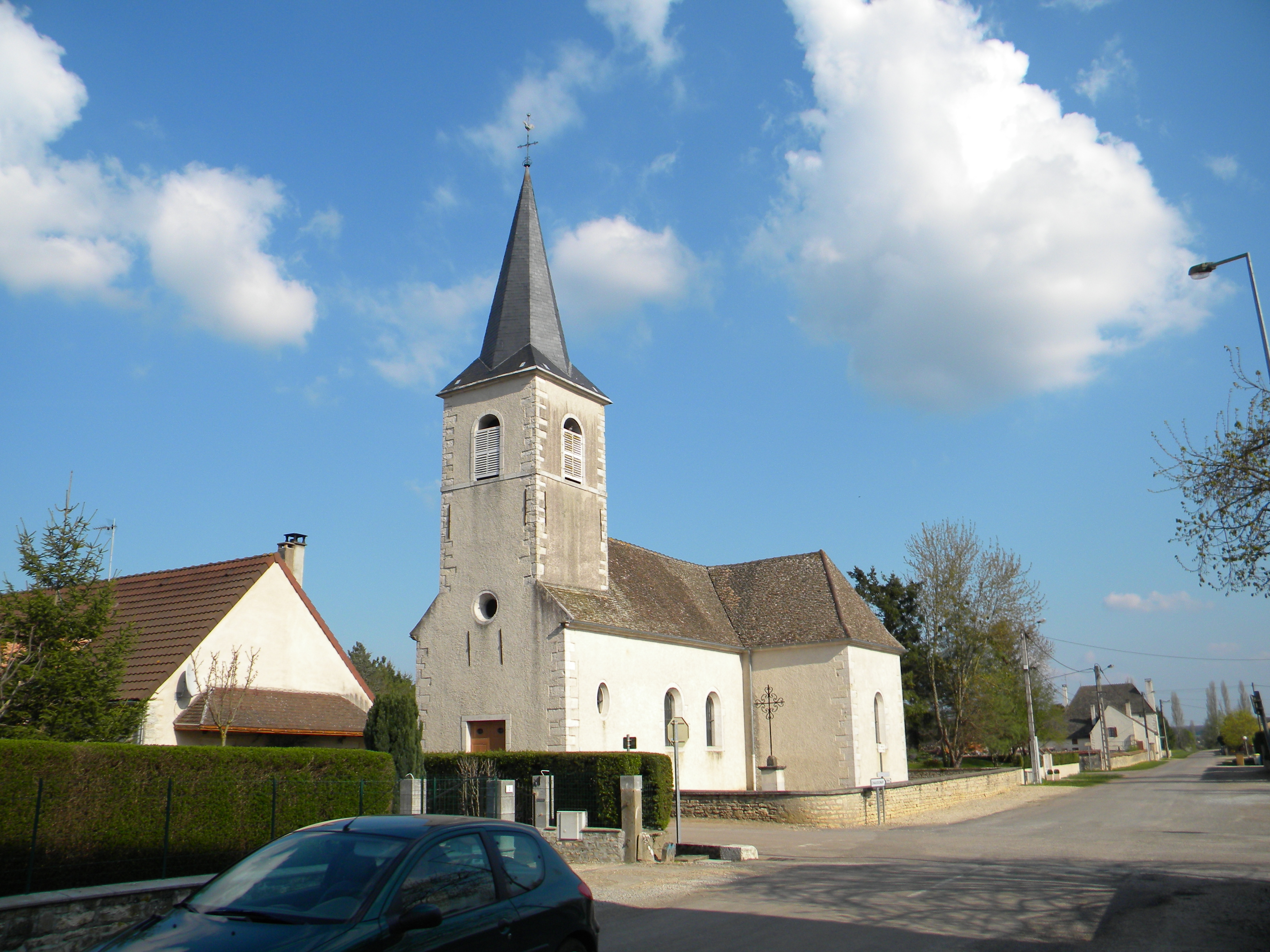
Église de l’Assomption

- Flurkreuz
- Brunnen

## Wirtschaft und Infrastruktur
In Ébaty sind kleine Handwerks-, Handels- und Dienstleistungsbetriebe ansässig (u. a. Immobilienverkauf, Baugewerbe, Holzverarbeitung, Motorradreparatur). Einige Bewohner pendeln in die Betriebe der umliegenden größeren Städte. Ébaty hat eine Grundschule (École primaire).
Die nächsten Anschlüsse an die nahe Autoroute A 6 befinden sich in Beaune und Chalon-sur-Saône. Der vier Kilometer von Ébaty entfernte Bahnhof in Chagny liegt an der Bahnstrecke Paris–Marseille.

## Belege
1. ↑  Ébaty auf cassini.ehess
2. ↑  Ébaty auf INSEE
3. ↑  Unternehmen auf annuaire.mairie.fr (französisch)